# Dekanat wschodni (diecezja Przemienienia Pańskiego w Nowosybirsku)
Dekanat wschodni (ros. Восточный деканат) – katolicki dekanat diecezji Przemienienia Pańskiego w Nowosybirsku, w Rosji. W jego skład wchodzi 5 parafii - 3 łacińskie i 2 łacińsko-unickie.
Dekanat obejmuje:
- obwód kemerowski - 4 parafie
- obwód tomski - 1 parafia.

## Parafie dekanatu
- Jurga – parafia Ducha Świętego
- Kemerowo – parafia Niepokalanego Serca Najświętszej Maryi Panny
- Nowokuźnieck – parafia Niepokalanego Poczęcia Najświętszej Maryi Panny (łacińska i greckokatolicka)
- Prokopjewsk – parafia Najświętszej Maryi Panny Nieustającej Pomocy (łacińska i greckokatolicka)
- Tomsk – parafia Opieki Matki Bożej Królowej Różańca Świętego